# Chrysoperla annae
Chrysoperla annae är en insektsart som beskrevs av Brooks 1994. Chrysoperla annae ingår i släktet Chrysoperla och familjen guldögonsländor. Inga underarter finns listade i Catalogue of Life.